# بايني (غوهران)
بايني (بالفارسية: پاینی) هي قرية تقع في إيران في قسم غوهران الريفي. يقدر عدد سكانها بـ 118 نسمة بحسب إحصاء 2016.